# メラニー・グリフィス
メラニー・グリフィス（Melanie Griffith、1957年8月9日 - ）は、アメリカ合衆国・ニューヨーク出身の女優。母親はアルフレッド・ヒッチコック監督の名作『鳥』のヒロインとして著名なティッピ・ヘドレン、父親はその最初の夫ピーター・グリフィス、異母妹は女優のトレイシー・グリフィス。娘は女優のダコタ・ジョンソン。

## 経歴
9か月の時からコマーシャルなどに出演。4歳の時にロサンゼルスに渡り、ハリウッド・プロフェッショナル・スクールで演技を学ぶ。エキストラを経た後、17歳の時『ナイトムーブス』で映画デビュー。しかし、その後は作品にも恵まれずにスランプが続き、酒と麻薬に溺れていく。1981年にニューヨークに渡って演技を学び直し、1984年、ブライアン・デ・パルマの『ボディ・ダブル』で注目され復活。1988年、マイク・ニコルズの『ワーキング・ガール』に主演、アカデミー主演女優賞にノミネートされ、ゴールデングローブ賞を受賞した。その後、エイドリアン・ライン版の『ロリータ』やウディ・アレンの『セレブリティ』などにも出演。テレビにも出演している。
1999年にロンドンの舞台にデビュー。2003年に『シカゴ』のロキシー役でブロードウェイ・デビューも果たした。

### 私生活
14歳の時に共演した当時22歳のドン・ジョンソンと交際をはじめ、1976年に結婚したが6ヶ月後に離婚。1980年に俳優のスティーヴン・バウアーと再婚し1985年に息子が生まれたが7年後に離婚。離婚後はコカインと飲酒の問題を抱え1988年にリハビリ施設に入所。1989年に再びドン・ジョンソンと結婚し、娘ダコタをもうけるが離婚。1996年に『あなたに逢いたくて』で共演したスペイン人俳優アントニオ・バンデラスと結婚した。1996年に娘が生まれている。2015年、アントニオ・バンデラスと離婚。
2009年には処方箋薬中毒の治療のためにリハビリ施設に入所した。

## 主な出演作品

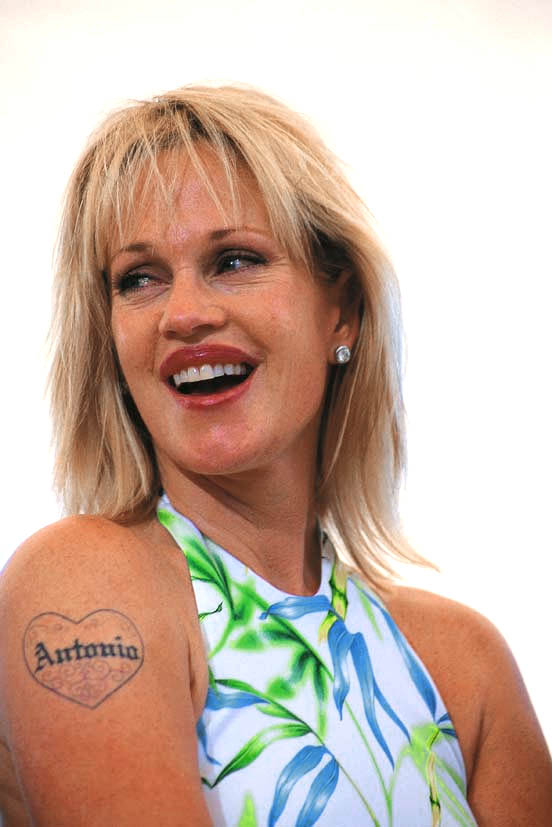
2000年カンヌ

### 映画
| 公開年 | 邦題 原題                                                 | 役名                               | 備考                                                              |
| ------ | --------------------------------------------------------- | ---------------------------------- | ----------------------------------------------------------------- |
| 1973   | 青い接触 The Harrad Experiment                            | 学生                               | クレジットなし                                                    |
| 1975   | ナイトムーブス Night Moves                                | デリー                             |                                                                   |
| 1975   | 新・動く標的 The Drowning Pool                            | スカイラー                         |                                                                   |
| 1975   | 輝け!ミス・ヤング・アメリカ Smile                         | カレン                             |                                                                   |
| 1977   | ワン・オン・ワン One on One                               | ヒッチハイカー                     |                                                                   |
| 1977   | メラニー・グリフィスの セクシー・ジョイライド Joyride     | スージー                           |                                                                   |
| 1978   | 家族の崩壊・ある少年の死 Daddy, I Don't Like It Like This | ホテルの女                         | テレビ映画                                                        |
| 1981   | パーキング・ボーイズ Underground Aces                     | ルーシー                           |                                                                   |
| 1981   | スターメーカー The Star Maker                             | ドーン・バーネット・ヤングブラッド | テレビ映画                                                        |
| 1981   | ロアーズ Roar                                             | メラニー                           |                                                                   |
| 1984   | 処刑都市 Fear City                                        | ロレッタ                           |                                                                   |
| 1984   | ボディ・ダブル Body Double                                | ホリー・ボディ                     |                                                                   |
| 1986   | サムシング・ワイルド Something Wild                       | ルル/オードリー・ハンケル          |                                                                   |
| 1987   | チェリー2000 Cherry 2000                                  | E.ジョンソン                       |                                                                   |
| 1988   | ミラグロ/奇跡の地 The Milagro Beanfield War               | フロッシー・ディヴァイン           |                                                                   |
| 1988   | ストーミー・マンディ Stormy Monday                        | ケイト                             |                                                                   |
| 1988   | ワーキング・ガール Working Girl                           | テス・マッギル                     | ゴールデングローブ賞 主演女優賞 (ミュージカル・コメディ部門) 受賞 |
| 1990   | ラブ・アフェアー Women and Men: Stories of Seduction      | ハドリー                           | テレビ映画                                                        |
| 1990   | 霊感コメディ/イン・ザ・スピリッツ In the Spirit           | ロレーン                           |                                                                   |
| 1990   | パシフィック・ハイツ Pacific Heights                      | パティ・パルマー                   |                                                                   |
| 1990   | 虚栄のかがり火 The Bonfire of the Vanities                | マリア・ラスキン                   |                                                                   |
| 1991   | 愛に翼を Paradise                                         | リリー・リード                     |                                                                   |
| 1992   | 嵐の中で輝いて Shining Through                            | リンダ・ヴォス                     |                                                                   |
| 1992   | 刑事エデン/追跡者 A Stranger Among Us                     | エミリー・エデン                   |                                                                   |
| 1993   | ボーン・イエスタデイ Born Yesterday                       | ビリー・ドーン                     |                                                                   |
| 1994   | ミルク・マネー Milk Money                                 | V                                  |                                                                   |
| 1994   | ノーバディーズ・フール Nobody's Fool                      | トビー                             |                                                                   |
| 1995   | バッファロー・ガールズ Buffalo Girls                      | ドーラ                             | テレビ映画                                                        |
| 1995   | DEARフレンズ Now and Then                                 | ティナ                             |                                                                   |
| 1996   | あなたに逢いたくて Too Much                               | ベティ                             |                                                                   |
| 1996   | 狼たちの街 Mulholland Falls                               | キャサリン・フーバー               |                                                                   |
| 1997   | ロリータ lolita                                           | シャルロット・ヘイズ               |                                                                   |
| 1998   | 疑惑の幻影 Shadow of Doubt                                | キット                             |                                                                   |
| 1998   | アナザー・デイ・イン・パラダイス Another Day in Paradise  | シド                               |                                                                   |
| 1998   | セレブリティ Celebrity                                    | ニコール・オリヴァー               |                                                                   |
| 1999   | クレイジー・イン・アラバマ Crazy in Alabama               | ルシール・ヴィンソン               |                                                                   |
| 1999   | ザ・ディレクター ［市民ケーン］の真実 RKO 281             | マリオン・デイヴィス               | テレビ映画                                                        |
| 2000   | セシル・B/ザ・シネマ・ウォーズ Cecil B. Demented          | ハニー・ホイットロック             |                                                                   |
| 2002   | スチュアート・リトル2 Stuart Little 2                     | マーガロ                           | 声                                                                |
| 2002   | デブラ・ウィンガーを探して Searching for Debra Winger     | -                                  | ドキュメンタリー                                                  |
| 2003   | ラブ&クライム Tempo                                       | サラ・ジェームズ                   |                                                                   |
| 2003   | シェイド Shade                                            | イヴ                               |                                                                   |
| 2014   | オートマタ Automata                                       | スーザン・デュプレ                 |                                                                   |
| 2020   | ネクスト・ドリーム/ふたりで叶える夢 The High Note         | テス・シャーウッド                 |                                                                   |

### テレビシリーズ
| 放映年    | 邦題 原題                            | 役名                 | 備考                |
| --------- | ------------------------------------ | -------------------- | ------------------- |
| 2005-2006 | Twins                                | リー・アーノルド     | 18エピソード        |
| 2010      | NIP/TUCK マイアミ整形外科医 Nip/Tuck | ブランディ・ヘンリー | 1エピソード         |
| 2014      | Hawaii Five-0シーズン4               | クララ・ウィリアムズ | 3エピソード(15～17) |

## 参照
1. ↑  Melanie Griffith Biography (1957-) Film Reference.com
2. ↑  Ancestry of Melanie Griffith Warg.com
3. ↑  Melanie Griffith biography
4. ↑  “M・グリフィス、ブロードウェイに出演”. シネマトゥデイ. (2003年4月16日) 2013年6月22日閲覧。
5. 1 2  Chin, Paula (1994年6月20日). “Not So Magic Johnson - Marriage, Substance Abuse, Coping and Overcoming Illness, Don Johnson, Melanie Griffith”.   People.com. 2012年3月2日閲覧。
6. ↑  “Think you recognize that young Steve Bauer”. The Palm Beach Post. (1984年10月26日)
7. ↑  "Not So Magic Johnson" June 20, 1994, Vol. 41, No. 23, People
8. ↑  “Oh, Stop It Already!”.   People.com (1995年9月11日). 2012年3月2日閲覧。
9. ↑  “Melanie and Antonio: How the 'Working Girl' fell for Spain's sexiest import”.   Hello (magazine) (2011年5月20日). 2011年6月9日閲覧。
10. ↑  “アントニオ・バンデラス＆メラニー・グリフィス、離婚成立へ”.   シネマトゥデイ (2015年7月24日). 2015年7月24日閲覧。
11. ↑  “アントニオ・バンデラスの妻メラニー・グリフィスがリハビリ施設に入院”. シネマトゥデイ. (2009年8月26日) 2013年6月22日閲覧。